# 課長島耕作の登場人物

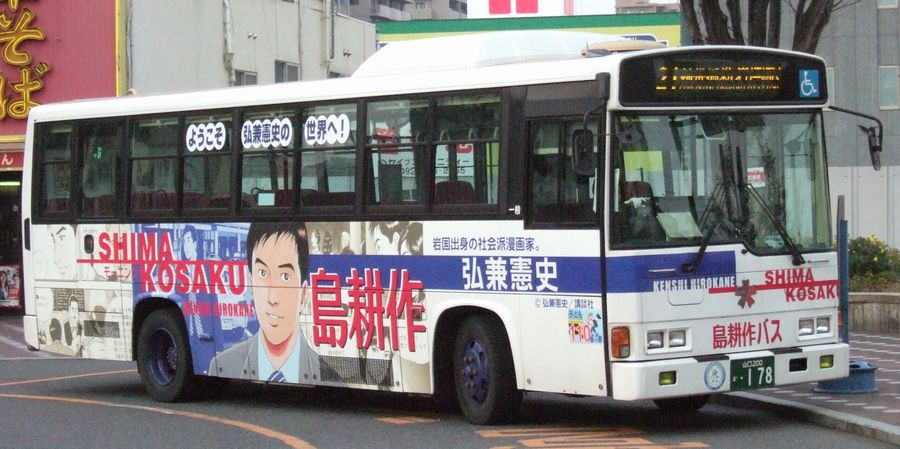
島耕作の顔が描かれた岩国市交通局のラッピングバス「島耕作バス」
（日野・レインボーRJ）

課長島耕作の登場人物（かちょう しまこうさくのとうじょうじんぶつ）は、弘兼憲史の漫画『課長島耕作』シリーズに登場する架空の人物の一覧である。

## 島 耕作（しま こうさく）
概要
本作の主人公。1947年9月9日生まれ、山口県岩国市出身。
1970年3月 早稲田大学法学部卒（生年月日、出生地、最終学歴の全てが作者・弘兼憲史と同じ）であり、在学時代の所属サークルはESS・ジャーナリズム研究会など。新卒で初芝電器産業株式会社に入社した生え抜き社員。
同社常務・専務を歴任後、初芝五洋ホールディングス（現・TECOT）社長・会長を経て2022年に現職であったTECOT相談役を退任し、株式会社島耕作事務所を設立。
本人が就職活動をした年はいざなぎ景気と呼ばれた好景気の中、大卒社員だけでも800人が採用された。
入社当初は広告課で自社カレンダー作りを担当していたが、40代にさしかかった頃から頭角を現し、大泉派と苫米地派の社内抗争での活躍を経て、関西や九州をはじめアメリカ・フィリピン・タイ・マレーシア・ベトナム・ヨーロッパ・中国・インドと世界各地を飛び回るスーパービジネスマンになる。また子会社への出向経歴もあり、ワイン事業や音楽産業といった異業種にも深く関わった。英語が堪能なため、海外赴任や通訳などへの抜擢も多い。
会社員としての職務の他、取締役編からは中国の売春組織の壊滅（このエピソードには幽霊退治も含まれている）、殺人の依頼（自分の懐から3万元を支出し柳燕生の失脚を依頼）やインドにおけるテロ勃発の察知、取引先企業のオーナーの腹心の反社会的行為を突き止めたりと多方面に行動している。専務編においてはソムサンとの五洋電機をめぐるM&A合戦において中心的役割を果たした。その後初芝・五洋両社は経営統合される事となり、持株会社として「初芝五洋ホールディングス」が設立され、初代社長に就任する（なお、社名およびブランド名は2010年より「TECOT」に統一された）。
社長就任後はブランド統一など様々な分野での構造改革に着手し、一定の成果を挙げたものの、社長就任5年間の売上の下降や経営赤字の改善には至らず、後任に国分を指名し社長を退任し会長に退く。代表権をもつ会長だが院政は敷かず、テコットのことは国分社長に任せ自身は、日本経済連合会・経済交友会に加入し、財界活動が中心となる。経済連では幹事を務め、農業再生委員会に所属している。2015年、日本経済団体連合会入会3年目にして、副会長を打診されるも辞退し、国分社長に引継ぎ自身は経済連を退会する。2018年、経済交友会代表幹事に就任。2019年、相談役に就任。
2021年2月に新型コロナウイルスに感染し、宿泊施設にて療養する姿が描かれた。
スピンオフ「会長島耕作 島耕作のアジア新世紀伝【漫画版】」ではテコット会長職を辞し、自動運転車を開発するベンチャー企業を興す（なお、本編においても自動運転車事業参入へのプロセスは描かれている）。
モデル
著者はこの名を石田三成の家来・島左近をイメージして名付けたとしている。また、2007年8月のラジオ番組では、島耕作のモデルは加山雄三で、加山のペンネームである「弾厚作」が主人公の名前のヒントとなったことを明らかにした。東芝機械ココム違反事件で会長職を辞したクリスチャンの佐波正一がモデルという説もある。また、松下電器に勤務していた経営コンサルタントの中博がモデルの一人として紹介される場合もある。
ポリシー
座右の銘は「It's none of my business.」（俺には関係ないね、または俺の仕事じゃないね。これは「自分の知識の専門外となる仕事には、訳知り顔で無闇に首を突っ込むことは絶対にしない」という島なりの自戒の意味も込められている。
シリーズを通して上司である中沢喜一を尊敬しており、部長編においては中沢の腹心となり会社を盛り立てていく。しかし、中沢が社長就任8年後に売上が下落し辞任。反社長派からの圧力に晒されないようにとの中沢の配慮から、島は子会社へ出向する。その後、貿易・芸能・地方販売と様々な仕事をするが、中沢亡き後は勝木清春社長就任のために尽力。その後、郡山が社長に就任した際は他の役員抜きで、郡山と技術本部長である松橋を交えた密談に参加することもある。しかし基本的には派閥に与することを嫌い、あくまで無派閥層を貫くという拘りを持っている。
経営者としては善政を敷き、大胆な人材抜擢や構造改革を行ったが、経営施策はバランス重視でやや日和見の傾向があり、経営赤字の改善には至らなかった。
出張・赴任先の外国では、珍しい食材（いわゆるゲテモノ料理）も躊躇なくチャレンジする。
女性関係
「来る者拒まず、去る者追わず」の姿勢が好まれ、自分の部下や同僚、水商売の女性、出張先の外国人女性など、数多くの女性と肌を重ねていたが、本人が仕事人間ということもあり、妻の浮気も事実上黙認していた（妻は島が把握していることは認識していなかった）。最終的には妻から別居を切り出され、40歳で離婚している。
その後も多くの女性と関係していたが、課長時代からもっとも長く関係が続いた大町久美子と64歳の時に再婚。以後、久美子以外の女性と肌を重ねる描写はなくなっている。
その他
弘兼憲史の代表的キャラクター。「もしも、松下電器産業を退職せずにサラリーマンを続けていたら？」という仮定から作られたキャラクターで、作者とは生年月日、出生地、最終学歴、プロ野球は広島ファンなど、すべて同じ。年齢の進み方も同じである。
出身地の岩国市では車体に島耕作が描かれた市営バスが運行されている。
2012年には岩国錦帯橋空港開港にあわせた山口県の観光キャンペーンの一環として、架空の企業「株式会社おいでませ山口県」の社長に就任している。
70代（2020年）になっても顔立ちは40代（「課長島耕作」当時）のままでほうれい線は描かれず、老眼鏡を使うシーンもない。
2023年には情報発信プロジェクト「サガプライズ！」の一環として、佐賀県副知事に就任している。
(職歴)
1970年4月 初芝電器産業株式会社入社
1970年11月 本社営業本部 販売助成部屋外広告課
1971年11月 本社営業本部 販売助成部制作課
1976年1月 本社営業本部 販売助成部制作課 主任
1980年3月 本社営業本部 販売助成部制作課 係長
1983年5月 本社営業本部 販売助成部宣伝課 課長
1985年1月 ハツシバアメリカ NY支社宣伝部
1986年1月 本社営業本部 販売助成部宣伝課 課長
1987年5月 電熱器事業部 営業部宣伝助成課 課長
1988年5月 本社営業本部 販売助成部ショウルーム課 課長
1990年5月 フィリピンハツシバ マーケティングアドバイザー
1990年11月 本社営業本部 販売助成部総合宣伝課 課長
1992年2月 本社総合宣伝部 部長
1999年1月 初芝電産貿易株式会社 代表取締役専務（出向）
1999年9月 サンライトレコード株式会社 代表取締役専務（出向）
2001年4月 本社市場調査室
2001年5月 福岡初芝販売センター 代表取締役専務（出向）
2001年10月 福岡初芝販売センター 代表取締役社長（出向）
2002年2月 本社取締役 九州地区担当役員
2002年6月 本社取締役 上海地区担当役員 上海初芝電産董事長
2005年2月 本社常務取締役 中国担当役員
2006年11月 本社専務取締役
2008年5月 初芝五洋ホールディングス株式会社（2010年1月 社名を株式会社TECOTに変更） 代表取締役社長
2013年7月 TECOT 代表取締役会長
2019年8月 TECOT 相談役
2022年1月 TECOT 相談役を退任。1970年初芝電産入社以来、半世紀以上在籍した TECOTを去ることとなった。
2022年3月 株式会社 島 耕作 事務所を設立。UEMATSU塗装工業 社外取締役。

## 初芝電器産業・TECOTの歴代社長
吉原 初太郎（よしはら はつたろう）
初芝電産の創始者、初代社長および初代会長。
関西出身。「経営の神様」と呼ばれ、初芝の基礎を築いた。課長編で初登場。ヤング編でも登場し、島と中沢を高く評価している。1986年10月21日に78歳で死去。その際、島は知らぬうちにインサイダー取引に巻き込まれた。
初芝電産を町工場から大手電機会社へと育て上げたカリスマ経営者である一方、私生活では愛人の大町愛子との間に娘・久美子をもうけ、この母娘に対して正妻が産んだ娘・笙子以上の愛情を注ぎ、将来は久美子の夫に初芝の社長の座を用意しようと望んでいた。また、老齢となって性的能力が衰えると腹心であった木野が愛子と関係を持つよう計らい、2人のセックスを傍で見守るなどといった悪趣味からも窺えるように、性に執着する世俗的人物の顔も併せ持つ。
課長編の連載開始時に初芝電産の創始者「初芝孫之助」という人物が登場した。当初は設定が確定しておらず、松下電産（現パナソニック）の創設者である、松下幸之助を模したものと思われる。
木野 穣（きの ゆたか）
初芝電産・第2代社長。
課長編で初登場（当時社長）。吉原の社長時代は裏方に徹し、影の将軍といった存在で働き、吉原が会長となると社長に就任、吉原の死後は苫米地に社長を譲り会長となった。
会長就任後は吉原時代よりも会長権限を自ら縮小するなど、自らの実力への分析眼をそなえた人物。大泉も「木野あっての吉原だった」と木野には敬意を抱いていた。吉原が大泉を好いていなかったことを承知していたが、苫米地が社長の器でないと悟ると大泉擁立に動くなど、感情に左右されずに会社の将来を考える人物としても描かれる。
大泉が病に倒れた後、社長代行として初芝の指揮をとりつつ、大泉と共に脱派閥を図って中沢を社長に推薦。大泉に会長の座を譲り、相談役に就任する。課長編終盤で糖尿病を悪化させ大町愛子邸で療養していたが、1992年1月に73歳で死去。
企業人としては上記のように冷静さが際立つが、性的能力が衰えた吉原の勧めで吉原の愛人・大町愛子と肉体関係を持ち、吉原から彼亡き後の大町親子の行く末を託され、久美子の父親代わりを務めていた。久美子が愛した島にも好意的であった。久美子を社交界へデビューさせるべく見合いを仕立てたが、久美子が結納の当日に会場から逃げ出し島の元へ戻ったことが糖尿病を悪化させる遠因となった。
課長編では「木野 譲（穣）（きの ゆずる）」と表記している箇所もある。
名前は当時の担当編集者から取られた。なお、名前の元となった編集者は漫画家・大和和紀の夫である。
苫米地 功（とまべち いさお）
初芝電産・第3代社長。
副社長から昇格。課長編で初登場。（ヤング編では、専務取締役営業本部長）
自身が「大泉社長就任までの暫定」であることを自覚しており、大泉失脚を図って手を尽くした。自らの派閥入りを拒絶した島を大泉の走狗とみなし「気に入らないからクビだ」と馘首を言い渡したこともあり、派閥に固執する統率者として描かれる。その後で島らによる報復工作により大泉派のクーデターを許し、最後は自派閥の役員からも裏切られ、1989年11月の本社取締役会で出された「代表取締役の解任を求める緊急動議」を全会一致で可決され、失脚した。
木野や大泉が寛大な度量をそなえた統率者として描かれるのとは対照的に、保身のために派閥工作する悪玉社長のイメージを背負った存在だが、大泉のように血統を後ろ盾に持たないため派閥工作に頼らざるをえない面があり、どこか悲哀を漂わせる人物でもある。作者の人物評では「おばさん顔」。
大泉 裕介（おおいずみ ゆうすけ）
初芝電産・第4代社長。
吉原の娘婿。初登場時はハツシバアメリカ社長。東京大学法学部出身。四井銀行の銀行員だったが、吉原初太郎の娘・笙子と結婚し、将来の社長候補として初芝電産に入社する。初芝の個人筆頭株主である妻には公私共に頭が上がらず、そのこともあってかホステス・馬島典子を愛人として寵愛する。
ハツシバアメリカの社長から本社専務に、その後苫米地社長の就任時には宇佐美との争いを制して副社長に昇進し、着実にトップへの階段を登っていった。自他共に認める次期社長の筆頭候補であった故かややのんびり構え過ぎた一面もある。彼を牽制した苫米地派による追い落とし工作が水面下で進行したが、島や樫村の活躍で苫米地の解任に成功、晴れて社長に就任。社長就任までは血統の後ろ盾や周囲の助けでトップに登っており、環境・状況に恵まれていたが、社長就任後は後任に考えていた樫村がフィリピンで殺害され、自らも脳出血で倒れる悲運に見舞われた。これらの出来事で経営への情熱は衰え、木野とも協力の上、後任社長として中沢を抜擢。自身は会長に退き、初芝のご意見番に徹することになる（晩年は万亀に会長の座を譲り、相談役に）。老いても典子の陰毛を愛でるなど性への執着は旺盛であり、病に倒れたときも典子と情事の最中であった。引退後も典子とは夫婦同然の暮らしを続けていたが、取締役編でゴルフのラウンド中にしりもちをついたことで骨折し入院。しかし手術後に吐血し治療の甲斐なく、2003年9月18日に76歳で死去、最期も典子に看取られた。
登場当初は島をはじめ部下に厳しく接する場面も多かったが、社長就任後は島や中沢の生き方を理解し、万亀、勝木両社長の誕生にも協力するなど、派閥とは関係なく彼らと近い距離で何かとバックアップしていた。豪傑で寛大な人物であり、典子絡みの場面ではどこか可愛気を感じさせる男性としても描かれる。典子と島の関係を知った際も島に対する社会的なお咎めは一切無く（島の京都転勤は、この件とは無関係）、対立勢力を破った後も派閥に関係なく人事を行うと公言して実行するなど、公正な人物でもある。
中沢 喜一（なかざわ きいち）
初芝電産・第5代社長。
東京大学出身。大学院修了後に初芝電産へ入社。課長編で初登場（当時販売助成部長）。入社当初から長年営業部門を中心に担当していた。無派閥主義者で「一匹狼」を公言している。島が尊敬する唯一の上司で行動理念ともなっており、ヤング編でも登場（当時東京北営業所、営業課長）。新人時代の島に「自分の考えを曲げるな」と指南している。「カカカ」という笑い方が特徴。
病に倒れ退任の時期を探っていた大泉社長と木野会長が後ろ盾となり、4人の副社長による派閥間抗争を避けたいという大泉と木野の思惑と長期就任が見込める若さに加え、派閥にとらわれず発言できる姿勢を評価し、取締役に昇進。島とともにコスモス映画の買収を成功させたことで、取締役末席から35人のごぼう抜きで社長に指名される。当初は固辞したものの、島や多くの役員から説得され、社長就任を決意する（その直後に死去した木野の葬儀の席で、「今度は君が俺の言うことを聞いてくれる番だ」と、島を自身の片腕とすべく部長に昇進させた）。その後約7年間社長を務めるが、対立勢力である岡林副社長一派の不穏な動きを察知し、「業績悪化の責任を取る」という形で辞任。岡林が社長に就任した場合に備え、自身の腹心である島が不遇な扱いを受けないよう、辞任前に関連会社に出向させた(後任社長には、中沢とは良好な関係の万亀副社長が就任)。辞任後は相談役に退くが、2000年6月、部長編でチャコママ（片桐久子）との情事後に浴室で意識を失い、帝都医大病院に救急搬送。くも膜下出血と診断されたが脳死状態となっており回復の見込みはなく、家族の同意により生命維持装置が外され死去。享年65。
長年連れ添った愛人（亜沙子）が大阪にいたが、病死。亜沙子との間に生まれた息子の香坂裕次は、後にボクシングの世界チャンピオンになった。「嫉妬深い」と評していた正妻との夫婦生活では、生前チャコママに「妻とは長年セックスレス」と告白していたほか、脳死状態となった際も妻と長女が躊躇無く生命維持装置を外す事に同意し、息を引き取った際にも看取ることはなかった。
会社員としてはきわめて有能であり、部下を守るため時には上司にも楯突くなど、周囲からの人望も厚い。懐の大きい人物で、出世しても偉ぶるところはなく、系列店会長の新年会で裸踊りを求められても躊躇なく応じたこともあった。島のことも仕事面だけでなく、互いのプライベートや人生観を語り合ったり、彼に初芝の未来を託してこの世を去るなど、殊の外信頼していた。また、卓越した先見の明もあり特定家庭用機器再商品化法によって、メーカーによる家電の回収が義務となる時代を1970年代に予見していた。無派閥を貫き、強いて言えば腹心として島耕作がひとりいるのみであったが、実際には中沢を慕う人間は社内にも少なく無く、無派閥という名前の派閥を形成していた。
取締役末席からの大抜擢は松下電器の山下俊彦元社長の就任時におけるエピソードがモデルとされる（ただし、山下は高卒である）。
万亀 健太郎（まんがめ けんたろう）
初芝電産・第6代社長。
初登場は課長編（広報室長）。初芝の決算記者会見の席上で、大泉が中沢の社長就任をサプライズ的に発表した際も同席していた。
1999年1月、期待を受けて社長に就任（当時島が在籍していたサンライトレコードの社長なども兼務）。しかし思いのほか業績を伸ばすことができず、岡林一派に追われるような形で退任。その後は無任所の取締役に退いていたが、退任を決めた大泉の指名により後任の会長に就任、彼のもとで社長を務めた勝木、郡山を後方からバックアップした。その後誕生した初芝五洋ホールディングス（→テコット）でも初代代表取締役会長を務め、社長に就任した島の後ろ盾となった。
後にTECOT（旧・初芝五洋ホールディングス）相談役。広報室長時代は地味な人物だったが、島にとっては、中沢亡き後の良き理解者であり、社長就任以降は特に存在感を強めていく。
勝木・郡山・島社長らを信頼し、自身はあまり権勢を奮うことをしなかった。財界活動もあまり熱心ではなかったため(自身も性に合わないと評していた)、万亀の後任の島は経済連から嫌味を言われていた。
妻と結婚する前からの付き合いである愛人、栗原豊子がいたが、取締役編で万亀の中国出張に同行しゴルフのラウンド中に倒れ、病院へ搬送されるも死去。常務編では島の中国人秘書・謝萌縁と交際する（その後社長編にて、正妻と離婚した上で結婚）。2019年7月、相談役編で自宅で意識がなくなり、帝都大病院に救急搬送。数日後、77歳で息を引き取る。最後の言葉は、「ホールインワン」。
攻めの経営を信条とし、義理人情に篤い性格。大泉と中沢に「社長と女（豊子）、どちらを取るか?」と問われても迷わず「女をとります」と答えたり、自分が面倒を見た相手は、たとえ裏切られても最後まで面倒を見たりするなど非常に寛大な人物であった。大泉の社葬時には葬儀委員長を務め、本来親族が位牌を持ち先頭に立つべきところを大泉の愛人である典子に任せるという粋な計らいを見せた。常務編では、豊子と暮らしていた西新宿の高層マンションの一室を「仏壇を守ってくれる」ことを条件に島に託している。
その一方で、完全無派閥の中沢や島とは良好な関係にありその心情を認めてはいるものの、岡林の後任社長人事に関しては島に対して「（岡林派の）奈良橋は君を嫌っているから、彼のもとでは仕事ができない」「ここは割り切れ」と、情実や権力構造に関係なく会社がより良い方向に向かうことを志向しての判断として自身が推す勝木支持に回るよう諭し、さらに同じくニュートラルの郡山も勝木支持に回るよう説得を指示するなど、状況を鑑みては必要に応じて派閥的な行動も辞さない現実主義的側面も持つ。
岡林 栄一（おかばやし えいいち）
初芝電産・第7代社長。
慶應義塾大学経済学部出身。万亀とは逆に守りの経営を得意とする。万亀社長退任後の2000年8月、初芝電産第7代社長に就任。生前から快く思っていなかった中沢と近い関係の島を福岡へ左遷させ、取締役を自身の息がかかったメンバーで固めた。人員削減を推進していったが、業績は悪化の一途をたどり、責任を取る形で退任。ただし、業績の悪化については反岡林派からも「誰が社長でも結果は同じだった」との声が上がっていた。後任には自派閥の奈良橋副社長を推していたが、中心メンバーの一人であった赤松敏夫（当時常務）に裏切られ叶わず、派閥のメンバーとともに初芝を去った。
勝木 清春（かつき きよはる）
初芝電産・第8代社長。
初登場時は専務取締役経理本部長。社長の座を岡林派の奈良橋副社長と最後まで争い、大接戦の末2002年1月に初芝電産第8代社長に就任。本人も中沢社長を慕っていたため無派閥の島や郡山を容認し、万亀と共に経営者としての能力を見抜いて郡山を専務取締役、島を常務取締役に抜擢する。
基本的に温厚な性格で是々非々をモットーとしたバランス型の経営を進めるが、癌のため入院。病床でも執務していたが次第に衰弱し退任。後任の社長に郡山専務を指名し、相談役となる。
相談役に退いた後は治療に専念し、表には出てこなかったものの会社の前途については常に案じており、万亀とは自身の死を迎える瞬間まで経営に関する議論を緊密に交わしていた。
その後2008年3月の専務編終盤（初芝電産の五洋電機に対するTOB成立直後）にて、島の社長就任を見届けることなく死去。葬儀には首相を始め各界のトップが集まり人脈の広さを象徴していた。しかし勝木自身も島が適任と考えていたふしがあり、自身の火葬される煙を見つめる島のもとに幻として現れ、要請受諾を後押しする言葉を掛けていた。
郡山 利郎（こおりやま としろう）
初芝電産・第9代社長。
初登場は部長編終盤（取締役・韓国ハツシバ社長）。1945年生まれ。1968年に初芝へ入社。島同様に中沢を尊敬しており、その影響もあり社内ではどの派閥にも組せずニュートラルな立場を貫いていた。島との初対面時には勝木社長擁立に動いていた彼に走狗のようだと幻滅したが、情実や己の利益のためでなく初芝がより良い方向へ向かうために適任なのは誰か、とする島の弁明により同じ中沢イズムにある者同士だと納得、これに賛同した。その後はお互いをライバルと認め合いながらも強い信頼関係にあり、初芝を共に支えるようになる。
平取から専務へ一気に昇進し、その後も着実に実績を挙げていき、万亀会長と病気療養中であった勝木社長の推薦を受け、2006年11月に第9代社長に就任。社長就任直後の記者会見で「破壊、そして建設」をスローガンに掲げ、大規模な人員削減や大幅な社内機構改革などの経営合理化に着手することを宣言、一方で原子力発電事業への新規参入も目標に掲げる。かつての上司であった楠本副社長にも退任を求めるなど、自分の動きやすい体制を構築する一方で愛人（坂東礼子）を社外取締役として迎えた。しかし、坂東が五洋電機をめぐるM&A合戦において初芝の内部情報をソムサンに流していた事が判明。関係を断つとともに取締役を退任させるが、このような動きを見抜けなかったことの道義的責任から退陣を決意。
「経営統合で誕生する持株会社のトップは秀でたバランス感覚が必要」との認識からHGホールディングスの社長に島を指名。自らは初芝電産相談役に退くが、2011年に発生した東日本大震災による原発事故を受け、社長時代に原発事業を推進してきた責任を取り、同年秋に会社を去った。
松橋 葉一（まつはし よういち）
初芝電産・第10代社長。
TECOT副社長。初登場は常務編中盤（常務取締役・技術本部長）。専務編では専務取締役（技術フィールド担当）として登場し、島とともに郡山の懐刀的存在として働く。
当初は登場頻度も少なく比較的影の薄いキャラクターであったが、五洋電機との経営統合に関する動きの中で島と行動を共にすることが増えてゆく。2008年5月、島がHGホールディングスの社長に就任した際、HGホールディングスの子会社となった初芝電産の社長に指名され、久しぶりに技術畑出身の社長が誕生した。
初登場時は技術屋として介護ロボットの開発に取り組むも、人間の死という根源的な問題に向き合い悩む姿が描かれている。
TECOT誕生後は常務取締役となっていたが若干存在が希薄になっており、一時は副社長で五洋電機出身の宇津賀が画策したクーデターに足を踏み入れかけたこともあった。
能力は歴代の経営陣からも認められており、赤松の解任に伴う後任の副社長人事（初芝電産における副社長は名誉職扱い）においては万亀から「少なくとも島と松橋の二人ではない。あの二人はバリバリ働いてもらわないと」と評されたり、前出のTECOT常務時代には退任を決めた郡山が島に松橋の現状を伝えたうえで「あの男は傍に置けば必ず役に立ってくれる」と助言し、TECOT副社長（宇津賀の解任後から名誉職扱いではなくなり、社長を補完して取締役会とは別の最高経営意思決定機関である「経営戦略会議」への出席も許される重要職として人数も1名のみに絞られた）への抜擢につながっている。
島の計らいでTECOT副社長に昇格したときは涙を流し、宇津賀のグループとも袂を分かった。
しかし島が取締役会長に退き後任の社長に国分が指名された際には、TECOT内で自分の役割は終わったと判断して、辞任した。ちなみに電話で妻を旅行に誘っていた。
島 耕作（しま こうさく）
TECOT初代社長。
本作品主人公。五洋電機と経営統合した「初芝・五洋ホールディングス」の初代社長に就任し、のちにTECOTに社名変更。
国分 圭太郎（こくぶん けいたろう）
TECOT第2代社長。
初登場時は上海初芝電産総経理（社長）。上海初芝電産の董事長（会長）として赴任した島をサポート。高等専門学校出身だが中国の内情に詳しい。中国赴任時に中国人ホステス（笑蘭）と愛人関係になり、折り合いが悪かった妻と離婚のうえ結婚した。
島の後任として上海初芝電産の董事長に赴任した八木と反目し、グループ会社のゴルフ場社長に左遷されていたが、島がHGホールディングスの社長に就任した際、上海初芝電産（現・上海TECOT）董事長に抜擢された。後、取締役に昇進し、営業本部の中国・アジア担当の事業部長となる。
剣道五段で若い頃から「武闘派」として鳴らしており、喧嘩も滅法強い。島とともに片桐久子（後述）を救ったほか、愛人をめぐって大立ち回りを演じたこともあった。島の中国時代の右腕として活躍。本社へ復帰後も島のために陰日向と働く。島社長体制へ反旗を翻そうとした役員を一掃するなど、謀略家の一面もあり、ただの「武闘派」ではなく、島からは「謙信タイプ」と評されている。
上海TECOTのPDP工場で起こったストライキにも冷静に対処し解決したほか、TECOT社内におけるクーデターの動きに際しても島や万亀の命で密偵として送り込まれ鎮圧を果たしたことから、島や万亀から小栗・勝浦と共に「ポスト島」の一人に挙げられ、取締役会とは別で経営の最前線にある少数の上級取締役のみで構成する社長直属のトップダウンによる経営最高意思決定機関「経営戦略会議」通称「社長会」のメンバー（メンバーは島・松橋・国分・小栗・勝浦の5名のみ）とされた。2012年5月17日発売号にてTECOT専務取締役に昇進後、島の後任としてTECOT第2代代表取締役社長に就任。2015年、日本経済連合会を退会した島に代わり、テコットを代表して入会する。2018年、経済連副会長に就任。2019年8月、TECOT会長に就任。
『ヤング編』第4巻「STEP 39」の冒頭で、名前は明らかにされていないが、国分そっくりの人物が中国兵馬俑の記事を読んでおり、島が「将来中国で仕事が…」と暗示めいたセリフを言っている。
風花 凛子（かざはな りんこ）
TECOT第3代社長。
初登場は、会長 島耕作 特別編 部長 風花凜子の恋（テコット国際本部北米部長）40歳。執行役員を経て、42歳でTECOT代表取締役社長に就任。
プライベートではサックス奏者。モデルはジャズピアニストでありながらパナソニック史上2人目の女性役員となった小川理子。
四谷 嵐子（よつや らんこ）
TECOT・第4代社長。
初登場は常務編（本社取締役）。勝木清春の遠い親戚に当たる。初登場時は48歳。独身。東大法学部卒業、イエール大学へ留学もしていた。通産省へ入省後埼玉県副知事を経て、初芝電産取締役に就任。役所生活が長かったため派閥争いに嫌気が差しており、社内では中立的な立場を通していた。陰で「四角四面」と呼ばれるほど曲がったことが大嫌いで、車から空き缶を路上に投げ捨てた男に空き缶をつき返すが、逆に投げつけられ鼻血を出すこともあった。島にも好意を寄せたが関係は発展しなかった。島は名前で呼んだことが一度もないにもかかわらず「いつものように嵐子と呼んで」などと迫ったり、明るく愛嬌のあるキャラクターである。専務編では首相に入閣を直談判し外務大臣に起用されるが、与野党逆転で政権が交代したため外務大臣を退任した。
社外取締役編にて清徳学院大学の学長を務めていたが、風花の後任としてTECOT代表取締役社長に就任。
鏡 晴美 (かがみ はるみ)
TECOT・第5代社長。
初登場は島が初芝、助成部総合宣伝課課長時代の部下で当時26歳の独身。京大理学部卒、生産科学研究所から転属されてきた。人事ファイルによれば「フルブライト留学生、英検1級、A級ライセンス所持、過去3年間の勤務評定、総合B(企画A，行動力A,実績A、勤務態度C、協調性B、忠誠度C)、特に遅刻の常習犯で過去に6度の賃金カットあり。 酒豪、将棋アマ3段、ゴルフHDCP16、性格は男性的」。個性的だが島耕作の元では忠実な部下として力を発揮、時には島に対し助言も行う。アメリカ留学時代からの恋人、ジェフリー・ホプキンスはハリウッドのマスコミを操作できる大物でコスモス映画社買収の成功などに一役買っている。後年は3代目社長風花凛子の右腕として手腕を振るった。四谷の後任としてTECOT代表取締役社長に就任。
以上の人物のほか、『ヤング編』第4巻「STEP 38」において、ガス湯沸器による一酸化炭素中毒死傷事故を受け、「高木」という人物が社長として謝罪会見に出席した後に引責辞任する描写があるが、詳細は不明。

## 初芝（TECOT）および五洋電機役員
宇佐美 欣三（うさみ きんぞう）
初芝電産常務取締役（後に専務取締役）兼営業本部長。初芝電産が町工場だった頃からのたたき上げで「初芝をここまで育て上げたのは宇佐美の力」と評されていた。
権謀術数に長け、ライバルの水野専務を失脚に追い込んだことで専務取締役にまで昇進した。吉原会長の死後、大泉が副社長となったことで失脚し、大阪支社監査役に左遷。
15年間生き別れになった隠し子がいる。癌に侵され病床にあったが、島の計らいで再会を果たすものの最後まで正体を明かすことはなく、1987年7月に、65歳で死去した。
ヤング編ではカレンダー製作で多額の損失を出した榊原部長の後任として、販売助成部長として登場する。かつての上司であった竹野次長をただちに閑職へ追いやり、シンパの福田敬三次長（当時）を後釜にすえるなど自らの勢力拡大には手段を選ばず、「恐怖の大王」という異名がついたほどであった。
福田 敬三（ふくだ けいぞう）
最終役職は常務取締役営業本部長。初登場時は販売助成部次長で、島の直属の上司であった。大阪出身。
形成していた社内派閥のトップであった宇佐美専務が失脚後左遷させられ、社員研修所の所長を務める。その時にクモ膜下出血で入院するが、回復し、大泉の社長就任直後、本社へ呼び戻され、取締役（営業本部次長）へ昇進。数ヵ月後に常務取締役営業本部長へ昇進した。今野輝常の仲人であるが、今野の妻は福田の元部下であり長期に渡り愛人関係にある（病気で倒れた際に、島の知るところとなる）。なお家族以外では唯一、読みきり編第1話から登場している。
当初は上司であり派閥トップでもあった宇佐美のご機嫌を伺いつつ、部下である島には時に厳しく接したり、権謀術数を駆使してライバルを蹴落とすなど典型的中間管理職として描かれていた。役員昇進後は徐々に島や中沢を疎ましく思うようになり、島に一方的な地方勤務命令を出すなど、今野とともに悪役として描写されるようになった。中沢の葬儀に参列して以降はまったく登場しておらず、動静は不明。葬儀の際、島が「同窓会の様だ」と評していたため、中沢社長4期8年の間に退任していた。
致命的なまでに人望がない今野をバックアップする（今野の妻と愛人関係にあるところが大きい）など、人を見る目はなかった。
小笠原 昌弘（おがさわら まさひろ）
初登場は課長編で、当時は初芝本社人事部の社員。島とは同期入社の間柄。
島に会社の裏実情など情報を提供していたが、島とは考え方の違いで対立するシーンもあった。
課長編以降は長らく登場しなかったが、初芝電産人事本部長を経て社長編第1巻でHGホールディングス人事担当専務として再登場。現職はTECOT副社長。『ハロー張りネズミ』ファイル30において同姓同名、同じ顔のキャラクターが登場する。
八木 尊（やぎ たかし）
初登場時は課長代理で、島が総合宣伝課を立ち上げた時の部下。ハーバード・ビジネス・スクール出身。
海外経験が豊富で数か国語に精通している。合理主義的な考えの持ち主で、人情よりも数字と組織の利益を優先する。
課長編では、総合宣伝課の優秀な部下として島を支え、島に対しても大局的な視点で助言をする事が多かった。
部長編では、島の後任として総合宣伝部長を務め、サンライトレコードに出向中の島のもとへ部下を送り込んだり、派閥抗争に与することに苦慮していた島にアドバイスするなどバックアップしていた。部長編終盤で島と同時に、そして島より若く48歳で役員昇進を果たした。取締役編では自ら島に「挑戦状を叩きつけた」と告げ、島を越えて社長になる意思を表明する。常務編では島の後任として上海地区を担当（役職は上海初芝電産董事長）。その後、島がHGホールディングスの社長に就任した際、島からHGホールディングス取締役国内営業本部長を命じられ帰国。
専務編では、島を含む海外担当役員で会合を開き「島グループ」と称するなど、日本人同士の交流を楽しむ描写もあった。
常務編以降は、容貌が大きく変わって悪役的なキャラクターとなり、自らの出世を最優先に考え、長期的なビジョンより目先の利益を優先する傾向が強まった。労使間の問題が発生しても協調姿勢を取らず強引に解決しようと躍起になり、信賞必罰を徹底させ成果主義を強めた給与体系に変更したほか、ことあるごとに反目するなど関係が悪化していた国分総経理を露骨に左遷させるなど、島色を一掃しようとする。また女性に対するセクハラ・差別発言も目立つようになり、郡山社長や国分総経理からたしなめられることもあった。常務編では「それぞれの赴任先で現地の女性と交際し、言葉を習得した」として「女は情報収集に欠かせないアイテム」とも述べている。
社長編では、白系ロシア人と日本人のハーフである愛人の桜井忍（立石カテリーナ和枝）と交際していた。なお初登場時で既に2度離婚しており、このときも少なくとも3人目となる正妻がいた。愛人との交際を島に発見されるが、その後はさらにのめり込み、やがて雇われママだった和枝は自分の店を持ちたいと考え、八木は金でつなぎとめようとクラブの開店資金を調達させるため、グループ企業「フロンティア音響」の売却に関する情報を公式発表前に和枝へ流す。これと前後して和枝は資金提供者でもあるロシア大使館員のミハイルと親密になり、八木とは距離を置き始める。和枝はミハイルが管理していた機密費から資金提供を受け安値で株を買いあさり、八木の情報をもとに高値で売り抜け多額の売却益を手にしていた。和枝への固執がさらに強まった八木は仕事もほとんど手につかなくなり、ミハイルと一緒にロシアへ旅立った和枝をモスクワまで追いかけた挙句、和枝と口論になり首を絞めて殺害。その後、自身もロシア当局の人間により真冬の川へ落とされ殺害された。この経緯を知った島らの思惑で、インサイダー取引と殺人の事実は闇に葬られた。
赤松 敏夫（あかまつ としお）
初登場時は初芝電産常務取締役（後に副社長）。専務編では「赤松 実雄（あかまつ じつお）」に変わっている。
絶妙なバランス感覚を持つが、島のサラリーマン哲学とは対極にある存在であり、シリーズきってのこうもり男。これまでも理知的、狡猾に勢力分析を行い、従属勢力が劣勢と判断すれば即座に対抗勢力に乗り換え、出世街道を着実に歩み副社長にまで上り詰めた。
病床にあった勝木清春が退任後の後継社長を同じく副社長の楠本と争うが、勝木と万亀が郡山専務を後継社長に指名した事で情勢が一変。郡山が社長に就任後、これを打倒すべく（"郡山派"とみなした）島のゴシップ集めに着手し、写真週刊誌に情報を流したが、直後にその意図を見抜いた郡山から取締役会で指摘され、失脚した。
楠本 龍彦（くすもと たつひこ）
初登場は常務編（初芝電産副社長）。
郡山のステレオ事業部時代の上司。勝木社長退任後の後任の座を巡って同じく副社長の赤松と争うものの、勝木と万亀が郡山を後継に指名したことで情勢が一変。郡山により社長就任前の退任を勧告され受け入れた。
その後、子会社の初芝電子部品の社長として出向。社内の人心を掌握して経営を立て直し、業績の回復とさらなるアップを果たしたのち、豊富な技術力を背景にしてMBOによるTECOTグループからの独立に踏み切る。このMBOは、かつて社長就任の芽を摘まれ逆に事実上の失脚に追い込まれたことに対する初芝電産および郡山への復讐心による影響を大いに受けていたが、島らTECOT側はMBOに応じることによるTECOT側の損益、および電子に対する楠本の功績と将来的な企業価値を冷静に分析した上の結果として、このMBOに賛同することを決めた。
小栗 忠光（おぐり ただみつ）
初登場は取締役編終盤。島の常務昇進に伴い、上海担当取締役となった八木と共に郡山の後任として北京担当取締役（北京初芝董事長）に就任する。
語学堪能で合理主義、かつ中国嫌いな八木とは対照的に、勤勉で真面目な性格であり、賄賂などの悪慣習を受け入れず、持論や正論を押し通して中国当局の役人と軋轢を生む場面もあったが、現地の工場へ自ら足を運んで従業員と昼食を共にしたり、退勤後に語学学校へ通い中国語を習得するなど「郷に入りては郷に従う」のごとく中国社会に溶け込もうと積極的に努力をしていた。
その後、島の社長就任に伴いHGホールディングス専務取締役に就任。ロシアで客死した八木の処遇を相談するため島の指示でロシアに赴くなど、参謀役として島を支えている。自らを「島社長の懐刀」と考えており、多岐にわたってサポートすることを心がけている。
仕事における柔軟性や処理能力を買われ、国分・勝浦と共に「ポスト島」の一人に挙げられ、経営戦略会議のメンバーにも入った。2012年5月17日発売号にてTECOT副社長に就任。
勝浦 大樹（かつうら だいき）
初登場は専務編。のちに初芝電産がホワイトナイトとして救済することになる五洋電機の社長だった。
技術畑出身で当時の五洋電機会長に目を掛けられ、48歳の若さでの大抜擢だった。技術力を武器に勢力拡大を目指して精力的に動き、当時初芝専務だった島とも懇意になる。
しかしその出身分野ゆえ機を見るに鈍だったところがあり、ソムサンによる五洋電機株の買い占めを許してしまい、買収防衛策として導入を目指した新株予約権も株主の反対多数で否決されてしまった。その後、五洋側よりも早くソムサンの動きを注視し、助言を送ってもくれていた島を通して、初芝にホワイトナイトとしての買収を願い出た（島は既にその時、当時初芝社長だった郡山にホワイトナイトとして名乗りを上げることを提案済みだった）。
初芝による経営統合後は引き続き五洋電機社長を務め、TECOTへの移行後は常務取締役（技術担当）に就任した。
若さとその行動力から、小栗・国分と共に「ポスト島」の一人に挙げられ、経営戦略会議のメンバーにも入った。2012年5月17日発売号にて社長に昇格した国分の後任としてTECOT専務取締役に昇進。

## 初芝（TECOT）本社・グループ会社の社員
樫村 健三（かしむら けんぞう）
岡山県出身。島の大学時代の同級生で、入学時は同じ寮に住んでいた。初芝も同期入社で、初登場時は国際部渉外課課長。
大泉の側近として社長就任に尽力。大泉も自身の後継者にと考えていた。島を大泉派に呼び寄せるべく、真実とは知らずに「島と典子が関係を持っている」と、大泉にうそぶくが、これがきっかけで二人の関係が大泉の知るところとなる。
既婚で子供もいるが、実は同性愛者であることを隠して生活しており、「初芝に入ったのも、仕事を必死に頑張ってきたのも、全部お前に振り向いて欲しかったからだ」と、かねてから好意を寄せていたことを島に告白するが島はこれを丁寧に断る。直後、島は京都に転勤。自身は本社企画室長代理（次長待遇）に昇進した。
島をクビにし、大泉を追放しようとする苫米地を逆に追い落とすことに成功。社長になった大泉に、フィリピンハツシバ社長（部長待遇）を命じられ、数ヶ月遅れて島も赴任する。
大学時代から学業優秀で、社交的で要領がよく仕事でも同期の出世頭と、何でもそつなくこなしてきたため、当初は島もよく思ってはいなかったが、苫米地にクビを切られかけた際に窮地を救ってくれたり、力を合わせ、フィリピンでの仕事を成功させたりするなど、想いこそ受け入れなかったものの、仕事仲間、そして友人としての絆が強まった。大泉にも「樫村を取締役に、島を部長に昇進させる」と約束されていた。
1990年10月、赴任先のフィリピンで島とゴルフを行った帰途、島に恨みを抱くテロリストの銃撃を受け死亡。享年43。その後、大泉は中沢に目を掛けるようになる。悲しむ遺族に島は樫村の同性愛指向を最後まで隠し通した。しかし、樫村の妻が遺品を整理していた際、若い男性のヌード写真やゲイバーのノベルティを見つけ、結局、同性愛者だった事は知られる所となる。
家庭面でも一見良き夫・父であったが、自身は同性愛者であることも相まって妻子に愛情を抱けず、深く苦悩していた。一人息子の翔太（しょうた）がいる(後述)。
実写版にて、映画版では登場するがTVドラマ版には登場しない。
竹綱 博之（たけつな ひろゆき）
初登場は課長編（本社販売助成部社員）。現在は台湾テコット社長。
島が課長時代の部下にあたる。当時から仕事の能力は高く、実直で優秀な人物だった。大町久美子と交際していたが、島が現れてからは急速に関係が冷めてゆき、久美子は島を選ぶこととなる。部長編でも、交際中の女性が島に惹かれてゆく描写がある。
その後は長らく登場していなかったが、社長編第7巻で台湾テコット社長として再登場した。
今野 輝常（こんの きつね）
元大阪ショウルーム所長で、島のショウルーム課時代の部下（初登場時は主任）。和歌山県出身で、子沢山農家の末っ子として育つも、家族からはあまりかまってもらえなかった過去を持つ。
高卒で初芝に入社しており、大卒で6歳年下の島を、「私のほうが10年も長く会社にいるから、上司であることを忘れてしまう」と、当初より軽視していたが、実務能力そのものは高く、当初の位置づけは「小ずるいが、仕事はできる」タイプであった。
部下には厳しく当たる反面、権力者には低姿勢で擦り寄るため人望がなく、悪役キャラとして定着。特に自身の仲人である福田敬三にゴマをする。また、中沢にも気に入られようと、典子の店で、彼のネクタイを、隠し子が初任給で買ってくれた大切なネクタイとは知らずに、有名ブランドの偽物だと指摘して目の前で切り、本物をプレゼントしようとしたため、激高した中沢に殴り飛ばされた。
島のフィリピン勤務に伴いショウルーム課課長代理→課長と昇進するも、ショウルームでのセクハラ行為が発覚。それを問い詰めた島に報復を図るも返り討ちに遭い、通信部に左遷。島と中沢に恨みを抱くようになる。福田常務が取締役に昇進した中沢を疎ましく思っていることを知ると、弱みを集めるため奔走するが、中沢が社長に昇進したことがわかり、腰砕けになる。
部長編では島の出向先（福岡初芝販売センター。以下「福岡HSC」と表記）の社長（本社部長級）として再登場。本社時代とは立場が逆転したのをいいことに、自分のまいた種で発生したトラブルの処理を島に押し付けようとするが、毅然と突っぱねられ、自身の腹心であった部下も島を慕うようになり、見放される。
リストラによって役員の首を切った際、「自分たちを辞めさせるなら今野も辞めさせるべき」と本社に直談判した役員によって、定年半年前に社長を島と交代させられ、閑職に回される。島の謀略と邪推した今野は島に悪態をつくが、逆に島に「今までは後輩という事でどんなにくだらない人間だと思っても黙っていたが、あなたのために言わせてもらう」とかなりはっきりと叱責され、これを機に自身の考えを改め、島とも和解する。
新人社員時代に「ミス松原」となったこともある美人の妻と結婚するが、彼女は上司の福田と長年にわたり愛人関係で、ただ隠れ蓑目的で押し付けられただけだった。定年間際に妻の浮気（組織的売春に手を染めていたと疑われる描写がある）が原因で離婚。慰謝料は一切要求しなかったうえ、定期預金も全て妻に譲渡した。これを聞いた島は、「慰謝料を請求できるのに財産をすべて渡すのは優しすぎます」と今野の肩を持つ発言をした。
2002年3月、取締役編初盤で定年退職。島は会社をさぼってレンタカーを借り（ベンツのオープンカー）今野を迎えに行き、祝福した。島のアドバイスで、定年前の半年間周囲に好かれる努力をした結果、退職の日には部下たちから温かく送り出してもらい、涙を流していた。
約十数年ぶりに福岡で島と再会したが、本人は鬱病にかかっており、しばらくして首を吊って自殺を図った。島の依頼を受けた千鶴によって発見されるが、一週間後に死亡した。享年75。今野の訃報を聞いた島は涙を流して合掌した。
なお、本作での今野の氏名の読み仮名（ルビ）が25年にわたり、「こんの てるつね」と誤記されていたことが2015年に明らかとなった。講談社と作者が今野の話題で盛り上がったときに誤りが判明し、講談社は作者と読者に謝罪した。
星 康夫（ほし やすお）
初登場は課長編（本社総合宣伝課主任）。
島が総合宣伝課を立ち上げた際に、事業部から転属してきた部下。過去には大蔵省に出向したり、社内経理コンクールで優勝するなど、経理のスペシャリスト。
部長編では、島の後任で総合宣伝部長となった八木の命を受けて、初芝社員の身分を隠してサンライトレコード社に中途入社。島を陥れようとした役員の不正を暴いて、逆に解任に追い込むなど、島の参謀として働く。
かつては法律家を目指していたが、司法修習生時代に傷害事件を起こし、その道を絶たれるなど武闘派であり、鈴鴨かつ子にセクハラをしようとした外国人アーティストとトラブルになり、暴力を振るわれた際にも躊躇なく応酬。その場に居ながら「やめろ、やめろ」と言うだけで何もしなかった島に対し、「失望した」と、吐き捨てた。
サンライト在籍中からIT事業の立ち上げを計画、準備しており、先述の外国人アーティストとのトラブルで、島がサンライトを追われた際に、同時に退職。自身の会社の社長として弥田秀治を呼び寄せ、島にも、「一緒にやりませんか?」と声をかけて、弥田とともに会社を去った。
平井 均（ひらい ひとし）
初登場は課長編（本社AVソフト室長）。
最年少で部長職につくなど出世コースを歩んでいたが、家庭は崩壊状態。妻が暴力団幹部と肉体関係を持っていることをもとにゆすられ、さらに要求を断ったことで本社の正面玄関に妻のヌード写真を貼付された。この事件をきっかけに所属していた井上副社長の派閥からは追放されたが、島との結束は強くなった。結局妻とは離婚したものの、2人の子供は引き取り男手ひとつで育てる道を選び、親子関係も立て直した。
上記の騒動後は井上副社長の画策で異動させられそうになるが、中沢が毅然として突っぱねた。
部長編で独立し、外食産業に進出。出向中の島がリストラのため退職させた弥田秀治の再就職を引き受けるなど、引き続きバックアップしていた。後に、島の評価では会社は成功しているとの事。
金子 崇（かねこ たかし）
島が出向した時点でのサンライトレコードの社長。万亀には「お飾り社長」と軽視されていたが、サンライトでは穏健な実務家として部下からも信頼されていた。島も好感を抱いており、共にトラブルの対処に当たるなど協力し合う。島も金子へのリストラには積極的ではなかったが、経営者としてのシビアさや危機感に欠けるとし、万亀、中沢から退職の勧告を受ける。勧告を取り乱す事なく冷静に受け止め、人事面の課題を島に伝えてサンライトレコードを去る。
弥田 秀治（やだ ひではる）
初登場は部長編（サンライトレコード宣伝部長）。初芝から専務として再出向してきた島に、音楽業界のイロハを教え、ともにサンライトレコードの立て直しに尽力する。
勤勉で真面目な性格が上司に煙たがられていたが、島は逆にそれを評価しており、年齢を理由にリストラの対象となっていたものの、初芝本社の中沢に直談判し、サンライト社の次期社長に推薦。「トップに立つ人間には、広い見識が必要だ」と、社長就任を約束したうえで一旦リストラし、平井が経営する外食ベンチャー企業で働かせる。
半年後、約束通り社長としてサンライトに復帰するも、ほどなく初芝の岡林社長が送り込んできた新社長にトップの座を奪われ、専務に降格。「島さんのいなくなったサンライトに未練はない」と、部下の星が立ち上げたIT企業の社長に就任し、島と時を同じくして会社を去った。
多南 護（たみなみ　まもる）
初登場は部長編（初芝電産課長で、福岡HSCに常務取締役として出向）。
今野の腹心として、共に島の追い落としを画策していたが、失敗。今野に見限られ、島に恨みを抱くようになる。
しかしその後、島の人間性に触れ、島を慕うようになり、それまでリストラに怯え、今野の顔色ばかり伺っていた性格が一変。前向きな性格へと変化。社員のリストラ回避のために尽力するなど部下からの信頼も厚くなり、島の推薦で、福岡HSCの後任社長に抜擢される。
非常に涙もろい性格でもあり、今野につらく当たられて落ち込む姿を島に励まされたり、自身が福岡HSCの次期社長に内定したと島に告げられたりした際には、泣いて喜んでいる。
陳 民生（ちん　みんせい）
初登場は取締役編。上海初芝電産の現地社員（家電営業部拡販部長）だった。
仕事熱心で明晰な能力を持ち、島を側面からサポート。島の後任として赴任した八木に認められ、国分に代わって上海初芝電産総経理となった。
のちに島の社長就任に伴って八木は帰国、代わって国分が董事長として復帰した後も引き続き上海TECOT総経理に留まり国分を補佐していたが、尖閣諸島中国漁船衝突事件において暗躍した民自党の国会議員、加治一明（『加治隆介の議』の主人公・加治隆介の息子）の中国国内での活動に島の指示で協力したことで中国政府に拘束される。政治取引により釈放され、迎えた国分と抱き合ったが、人権活動家のため公安に監視されていた妻の希望もあり、以後は日本で暮らすことになる。それを察した国分の計らいで本社の理事に昇格した。
だがその後日中関係の悪化とともに、中国人であることで近所から陰口を叩かれ、もともと日本での生活を望んでいたはずの妻も「中国に帰りたい」と言い出すようになったり、敢えて公立の小学校に通わせていた息子がいじめを受けるなどの問題に見舞われ、一方で上海TECOTでも現地従業員のデモに巻き込まれた董事長が負傷して意識不明の重体に陥る事態（その後帰国ののちに死去）に見舞われたことから、島の決断により後任の上海TECOT董事長（取締役候補である、理事に昇級）に任命され、家族とともに帰国することになった。
白鳥 冬彦（しらとり ふゆひこ）
初登場は専務編（マーケティング本部テレビCMグループ・グループ長）。社長編ではテコット（HGホールディングス）の秘書室長で、島を補佐し、部下に南村・多田・神奈川がいた。
妻の美鈴は元女子プロレスラーでレディースにも所属していたことがあり、家庭ではまったく頭が上がらない。仕事中でも携帯を鳴らして飼い猫の餌を細かく指示するなどされていたが、様子を見かねた部下の神奈川が妻を倒した後はおさまっている。
ゴルフでは部下の多田や大町久美子にも歯が立たず、ラウンド後はぐったりしている描写がみられる。
係長編にも出ており、島に吉原の予定を教えた。
会長編では、テコット第2代代表取締役社長の国分を補佐している。
南村 彩（みなみむら あや）
社長編から登場した島社長付秘書の一人で、島の専属である。実家は銀座にある創業二百年の老舗菓子屋「うまや」。バツイチ。
1992年に初芝電産入社、1996年に初芝電産貿易へ出向。外国語大学でスペイン語を専攻していたため、主に中南米の国々と契約交渉を担当。3年前に本社へ戻り、国際部で特許関係の仕事に携わっていた。
見た目はきつそうな性格に見えるが、細かいところに気が回る。グループ会社のマネジメント・バイアウト（MBO）を察知した島が真意をただすべく向かった際には、実家の菓子を手土産に用意させたほか、島の昼食におにぎりまで作らせていたこともあった。島社長付秘書の中で唯一、島とキスをした経験がある。
最終的には、19歳のブラジル人サッカー選手（モデルはネイマールとされている）から熱烈なアプローチを受けて、結婚することになり、これを機に最後の仕事を終えてから会社を退職した。
多田 かおり（ただ かおり）
社長編から登場した島社長付秘書の一人。初登場時は36歳。特技はジジ転がし。
航空会社のキャビンアテンダントをしていたため、英語とフランス語が堪能。その後、五洋電機で植村会長や勝浦社長の秘書をしていた。
大学時代はゴルフ部に所属しており、ハンデキャップは10。五洋電機で勝浦社長の秘書もしていた関係で、ゴルフが上手い勝浦にも鍛えられた。
ニューヨーク滞在中にスタイリストが島に近づこうとした際には下着姿になり肉体関係をカモフラージュするなど、よからぬ女性から島を守ることを任務と考えている。
神奈川 恵子（かながわ けいこ）
社長編から登場した島社長付秘書の一人。初登場時は26歳。実家は老舗の佃煮屋。特技は歌って踊ること、先輩社員をヘコませること。体重は45kg。
空手の有段者でヌンチャクが得意であり、夫の仕事中でもたびたび携帯を鳴らしたり仕事場にまで押しかけて家事を押し付ける白鳥冬彦秘書室長の妻を頭脳プレーで倒した。
かつて外務省に勤務しておりロシア語が堪能なため、外務省への訪問やロシア出張にも同行している。
モデルは中川翔子で、中川がかねてより本作のファンだったことから生まれたキャラクター。
謝萠縁（しゃ ぼうえん）→ 万亀 萌（まんがめ もえ）→ 三代 萌（みしろ もえ）
三代の妻。常務編で島の秘書として初登場、北京初芝電産に勤務していた。
慶應大学に2年間留学していたことがあり、中国の内情も外から見てきたため、日中関係については中間的な視点を持っている。
中国赴任時の島をサポートし、ストライキを始めた労働者を説得にきた島とともに生卵を投げつけられるも、ひるまず説得を続けストを中止させた。
また、島が日本で懇意にしていた中国人女性が西安で投身自殺を図った際には自らが怪我することも厭わず両腕で受け止め、命を助ける。
爺フェチを公言しており、万亀会長と恋仲になる。前述の怪我から退院したときには万亀会長がリムジンで迎えに来たほか、島が日本に滞在中は一緒に来日して万亀会長のアテンドをするようになった。その後、家族の反対を押し切り万亀会長と結婚。中国籍から日本に帰化し、日本名の「万亀 萌」に変更した。
島が会長に就任後も会長秘書を務め、島が相談役に就任後も相談役秘書を務めるなど、レギュラーキャラクターとして活躍する。
万亀亡き後の相談役編で、三代稔彦と再婚。男の子を出産する。
初登場の頃と比べ、現在はデフォルメされた顔をしている。
三代 稔彦（みしろ としひこ）
会長編で島の専任秘書として初登場。初登場時は42歳。身長は186cm、体重は95kg。独身。ゲイ。
農水省、米国上院議員政策秘書、コンサルティング会社勤務を経て、経済政策大学准教授。
得意分野は、エネルギー関係と農業経営。
大学時代は、ラグビー部のスタンドオフ。
相談役編でテコットの正社員となり、企画室の主任と島の補佐的な仕事を兼務する。その後、万亀萌と結婚。

## UEMATSU塗装工業
社外取締役編において、島が社外取締役として入ることになった大手塗装会社。創業者である植松権兵衛によって町の小さな塗装店として開業し、彼一代で東京都内の一角にある小奇麗なオフィスビルを本社とする、業界第3位の大手企業へと成長した。
その一方、長きにわたって権兵衛が会社のトップとして君臨したり、その息子の圭介が副社長のポストにいるという、株式を公開している株式会社でありながら創業者一族である植松家のオーナー企業という側面を有しており、加えて小さな塗装店であったころから勤続している生え抜き社員が何かしら重要なポストにいる傾向がある。

### 植松家とその関係者
植松 権兵衛（うえまつ ごんのひょうえ）
UEMATSUの創業者で、初登場時点の役職は会長兼社長。
植松 貴子（うえまつ たかこ）
権兵衛の妻で、圭介の母親。
植松 圭介（うえまつ けいすけ）
権兵衛と貴子の息子で、初登場時点の役職は副社長。また、後述する剣持の異母弟でもある。
剣持 松男（けんもち まつお）
権兵衛が貴子と結婚する前に、神楽坂の芸妓であるゆき乃との間に設けた隠し子で、圭介にとっては異母兄。父親である権兵衛からは正式に認知されていないが、これは剣持本人の意思ではなく、権兵衛が彼が小学校に入学する年にゆき乃にその話を持ち掛けるも断られたのが原因であり、その事情を知る長峰曰く「神楽坂の芸妓の矜持」。なお、剣持本人は父親については知っているが逆に貴子と圭介からは全く知られていない。
能力面では圭介をはるかに上回るエリートで、東大法学部を卒業し、ハーバード・ビジネス・スクールではMBA（経営学修士）を取得しており、初登場時点では四菱銀行の築地支店長にして、将来の頭取候補の1人に数えられていた。
園子（そのこ）
銀座のクラブ「ソラ（Zorra）」のママで、権兵衛とはもう20年もの付き合いのある愛人。
新谷（しんたに）
天慶医大医療センターに勤務する女性看護師で、脳出血で倒れた権兵衛の看病やリハビリを担当する。
清宮 由美子（きよみや ゆみこ）
銀座のクラブ「殿」のホステスで、圭介が母に隠れて交際している愛人。独立して自分の店を持とうと目論見、圭介を巧みに動かして四菱銀行に6千万円もの融資を行わせて、銀座の一角に「BAR ギルダ」をオープンさせる。
下山 美夢有（しもやま みゆう）
イタリアンレストラン「VIA LATTEA」の女性シェフで、圭介が母に隠れて交際している愛人その2。

### 取締役会
平瀬 健一（ひらせ けんいち）
島の初芝時代の同期で、相談役編では初芝を退職して自ら介護センター「はつらつ介護システム」のCEOを務めている一方、初芝改めテコットの株主でもある。テコット内で起こった風花社長派と、元々次期社長候補であったために彼女に反発する反社長派との対立劇に関わるが、彼自身は島や彼が新しい社長に見込んだ風花を支持した。その後、見どころのある会社としてフードデリバリーの会社である「株式会社 アントパス」の立ち上げに関わり、島にそこの社外取締役になってもらうよう頼むが、これがきっかけで一騒動が起こることになった。
社外取締役編ではUEMATSUの社外取締役を務めており、UEMATSUが新たに東南アジアに進出するにあたって海外経験の長い島が適任であると権兵衛や取締役会に掛け合い、島にもその話をして受け入れられたのが、物語の始まりとなる。
得野 恭三（とくの きょうぞう）
社外取締役にして、議長。本職は五井不動産の会長。
上杉 博志（うえすぎ ひろし）
社内取締役で、人事担当執行役。
長峰 和馬（ながみね かずま）
社内取締役で、営業本部長兼執行役。UEMATSUには中学を卒業してからすぐの、まだ町の塗装店だった頃から50年も務めている生え抜き社員。
木林 森（きばやし しん）
社外取締役。本職は六本木会計事務所の代表取締役だが、事務所の名前は自身の名前が「木が6つある」のに由来するもので、オフィスがあるのは三鷹市。
剣持が2代目社長に就任してからも社外取締役を務めていたが、社外取締役をこの時点ですでに2期務めていたことから、任期切れに伴い3期目を務めることなく退任することを決め、後任として後述する各務を推薦した。
河西 金太郎（かさい きんたろう）
社外取締役。本職は芙蓉証券の相談役。
小川 幹雄（おがわ みきお）
社外取締役。本職は音羽食品の代表取締役社長。
殿岡 和子（とのおか かずこ）
社外取締役。また、本職はサンスター法律事務所の主幹弁護士であるため、先述の剣持が取締役会に入るまでは、唯一の社外監査役であった。
辰巳 淳子（たつみ じゅんこ）
社外取締役。本職は曙ロジスティックのCEO。
各務 英明（かがみ ひであき）
三友電建の会長で、UEMATSUの社外取締役を退任することを決めた木林から後任にと推薦された。

### その他の関係者
松比良 勲（まつひら いさお）
UEMATSUの下請け会社である、茨城県の塗装会社「松比良塗建」の現社長で、2代目。
高藤 成行（たかとう しげゆき）
UEMATSUの営業本部長。取締役会のメンバーではないものの、事業報告のために出席することもある人物だが同じく営業本部長である長峰とは違い、執行役との兼務ではないため彼よりは格下であり、劇中では部下との会話の中で「自分は本格的には出世コースには乗っていない」との旨の発言をしていた。
岡林 功次（おかばやし こうじ）
UEMATSUの営業部長で、高藤の部下。
谷村 鉄也（たにむら てつや）
UEMATSUの子会社である、吉祥寺の不動産会社「株式会社 パインデベロッパー（PINE）」の社長。
森 久三郎（もり きゅうさぶろう）
UEMATSUの下請け会社である、「森塗研 有限会社」の社長。

## 主なライバル・提携先企業関係者
イ・カブス（李 甲寿）
初登場は専務編（ソムサンHD副社長・ソムサングループCOO・ソムサンアメリカ会長）。現在はソムサングループCEO。
自社の弱点である液晶と電池部門を強化すべく、五洋電機の買収を画策し指揮を執る。ホワイトナイトとして名乗りを上げた初芝とのM&A合戦では社外取締役からの情報を入手するも敗れ失敗に終わったが、ソラーと業務提携したり日本人の技術者を高額報酬で引き抜いたりして自社部門を強化している。韓国政府とのパイプも太く、必要に応じてバックアップも受けている。
幼少時は大阪で在日韓国人の子として育ち、差別やいじめも経験。その後ベトナム戦争に参戦し、アメリカ国籍も取得した。
日本や日本企業に対する強烈な対抗意識の持ち主であるが、私人としての島耕作には一目置いている面もある。
2020年に新型コロナで死去、享年69。
モデルとされているのは、サムスン電子の会長を務めた李健煕（イ・ゴンヒ）。
孫 鋭（そん えい）
中国の大手家電メーカー・出発集団（チューファー）のCEO。初登場は取締役編。
島が上海担当取締役として赴任していたときに出会う。その後初芝との包括的業務提携や合弁事業などビジネスで深くかかわるほか、プライベートでも親密な関係を築いている。
中国・精華大学で日本語を専攻、その後は同志社大学（京都大学へも留学していた模様）へ留学もした。当時の下宿近くに「お金がなくても食べさせてくれるが、代金の代わりに皿洗いをする」という食堂があり、来日した際20年ぶりに訪れ島と皿洗いをする。現在は息子が切り盛りしているが、当時の店主とも再会し、涙を流して喜ぶ。
大泉の死後、北京へやってきた馬島典子と偶然出会い一目惚れするが、関係は発展しなかった。その後は男全マキと愛人関係になり、男の子（最初は女の子と記されていた）をもうける。
北京で遊びほうけたり体調を崩して入院したりするが、社内の力関係はしっかりと把握しており、対抗勢力が現れても力で抑え込むなど社内での影響力は絶大。その一方で初芝の創始者・吉原初太郎を尊敬しており、吉原の経営哲学も多少影響を与えている。
大学時代にある日本人女性と交際して、隠し子である娘を儲けている（前述のマキが産んだ男子にとっては異母姉にあたる）。その娘は後年にある企業の役員と結婚して、挙式で孫が娘の花嫁姿を見て涙を流す場面があった。
相談役編において、高齢になりながらも出発集団のCEOにして、テコットのグループ会社であるテコットエナジーの買収工作を進める黒幕として物語に再登場する。テコットエナジーの買収自体はこれが中国への技術流出になると気付いた島らによって阻止されるも、本人にとっては「本命であるテコットを買収するために出したジャブ」であり、このために出発集団の事実上の傘下ファンドであるDCM（ドラゴン・キャピタル・マネジメント）を介する形で買収を図り、買収そのものに日本企業を参加させる形で改正外為法の審査をクリアしようと目論んだり、島と風花にそれぞれ別々に接触を図る。この際、島とは6年ぶりとなる会話をネット対談という形で交わすが、会話の最後に日中関係とテコットと出発集団の関係は昔とは大きく変わり、島という人間が今の自分にとっては「昨日の友は今日の敵」であると宣言し、かつて育んだ友情はもはや失われたという事実を島に突き付けた。また、風花に対してはテコットが株式会社のままでは「物言う株主（アクティビスト・ファンド）に会社が振り回されるリスクがあり、株式を完全非公開化するのが望ましい」と提案してテコットの買収に賛成させるよう動くも、結局は技術流出並びに経営陣の入れ替えを防ごうとしたテコット経営陣の総意により事は失敗に終わる。しかし、一連の行動は結果として、風花が社長を退任してテコットからも去るという結末を招く一因となった。

## 経済団体関係者
多治見 六郎（たじみ ろくろう）
新日本スチール会長。前日本経済連合会会長。
2014年6月で、日本経済連合会会長の任期満了。
そのために有力候補に打診するも断られ、貞松製作所会長の戸部謙介に次期会長を要請し、会長職を退いた。
花田 敏光（はなだ としみつ）
日本経済連合会事務総長。経済連の事務局職員出身。
戸部会長時代は、副会長も兼務。
戸部 謙介（とべ けんすけ）
貞松製作所会長。日本経済連合会副会長であり、後に会長になった。私大出身。
経済連会長に意欲があり、飛べ会を結成している。
多治見会長からは、人品骨柄が卑しいと評されている。
島が戸部と距離を置き、同時に戸部の意向に反論することから、島を毛嫌いしている。
河村 専太郎（かわむら せんたろう）
ジャパン流通グループ会長。日本経済連合会会長を要請されるも、辞退する。
伊良湖 操（いらこ みさお）
トヨサン自動車（豊産自動車）会長。初登場時は社長。
日本経済連合会会長を要請されるも、辞退する。2015年3月に、日本経済連合会を退会する。
2017年に経済連合会会長に就任。
島の財界活動における良き理解者である。
渡部 晋太郎（わたべ しんたろう）
経済交友会代表幹事。
名前はアンジャッシュ渡部建から
後藤 進次郎（ごとう しんじろう）
ソラー電機CEO。日本経済連合会副会長。初登場は、主任編。ソラー電機の社員であり、喫茶宙に置いてあるスペースインベーダーゲームの最高得点者、スリーマイル。ソラー電機の研究室で、ヘッドホンステレオの原型を作る。主任編では、ソラーを退社し、ゲームソフトの開発の仕事へ転職する。その後、社長編において、京都のゲームソフト会社の会長から、ソラー電機の社長に就任する。
樫村 翔太（かしむら しょうた）
樫村健三の息子。課長編で初登場した後、会長編で再登場。丸商交易東南アジア総括部長。40歳で経済交友会の新入会員となる。
父と死別した後、父を尊敬するようになったが、母の父に対する感情の変化に長年疑問を抱く。アルツハイマー病を患った母を島と再会させた際、記憶を取り戻した母の発語により、父の同性愛指向や、両親が共に島に愛情を抱いていたことを知る。後に島から真相を聞き、静かに受け止める。

## 政治家
加治 一明（かじ かずあき）
山野辺内閣の防衛副大臣。民自党所属衆議院議員。
父は元総理大臣の加治隆介。鹿児島県選出であったが、2013年の総選挙では東京3区から出馬し、当選。
島とは社長時代のテコット社員の中国拉致事件以来の付き合いで、政治的なエピソードでよく登場している。
山野辺 勝夫（やまのべ かつお）
内閣総理大臣。初登場は、社長編。
2014年、内閣総理大臣を進行性癌により、就任1年で辞職。2015年、死去。
真鍋 和仁（まなべ かずひと）
山野辺内閣の総務大臣。初芝電産出身であり、初芝政策研究所から政界入り。民自党総裁選に出馬し、当選。48歳で戦後最年少総理となる。
2018年、秘書が葬儀に参列して代理で香典を渡した、公職選挙法違反疑惑により、民自党総裁選に出馬せず、総理を退任。
所沢 数馬（ところざわ かずま）
山野辺内閣の財務大臣。当選10期。民自党総裁選に出馬するも、落選。
吉 冨一郎（きち とみいちろう）
元政調会長。2018年で70歳。民自党総裁選に出馬し、当選(第27代民自党総裁)。

## その他の登場人物
主要な登場人物の多くは、老若男女を問わず肉体関係の当事者であることが多く、しばしば愛人同伴で海外出張に出かける初芝役員もいる。
また「太目の女」がコミカルに描かれているが、それらの登場人物は島と愛人関係を持つことがない（試みた例もあるが、おおむね未遂に終わっている）。

### 家族
岩田 怜子（いわた れいこ）→ 島 怜子（しま れいこ）→ 奥本 怜子（おくもと れいこ）
島の前妻で奈美の母。福島県会津若松市出身で白虎隊の家系。
耕作とは同じ大学で同じサークルの先輩と後輩の間柄。島が主任時代に半ばだまし討ちの形で強引に結婚する。
そのため初登場時には既に夫婦の仲が冷めており、耕作のアメリカ赴任をきっかけに別居、その後離婚。離婚前から広告代理店「電報堂」の社員であった奥本と不倫していた。島の友人である木暮の調査によって不倫は確認されたが、島には報告されず、その事も含めて自身もかなりの不倫を繰り返していたため、島は胸にしまった。
奥本と再婚したが、その後離婚。横浜中華街で飲食店を経営する中国人二世のもとに身を寄せるも、婚姻関係は不明。
部長編では「高瀬 怜子（たかせ れいこ）」となっているが誤記と思われる。
島 奈美（しま なみ）
島と怜子の一人娘。1979年3月3日生まれ。当初、島と怜子の二人で「奈実」と命名したが、出生届けを提出する際、島が誤って「奈美」と記載してしまう。短大卒業後広告代理店（博通エージェンシイ）に就職。
幼少時は純真な性格だったが、両親の影響から成長するにつれてはっきりと自己主張するようになった。採用は「親の七光り」だと告げられ博通エージェンシイを退社、渡米してマネージメント業を学んでいた際にフレデリック・トムソンとの間に耕太郎を出産。当初は愛人関係であったが、その後フレデリックの離婚が成立し結婚した。ヤング編では誕生直後に両親から「将来肌の色の違う男と結ばれる」と予言されている。
両親の離婚に伴い、母親である怜子に引き取られていったが、以前と変わらず姓は島のままとなっている。また、幼い頃は父である島の仕事の愚痴を聞いてやったり、成人後も共にニャッコ絡みの仕事をし、フレデリックも真っ先に紹介するなど父娘関係は良好。逆に怜子やその不倫相手の奥本のことはよく思っておらず、博通エージェンシイに就職したのは、「（ライバル会社の電報堂に勤める）奥本の永遠の敵になるため」と島に語っている。
名前は弘兼の親戚からとられた。
島 耕太郎（しま こうたろう）
奈美とフレデリック・トムソンの間の子供。2003年ニューヨーク州生まれ。ベビーシッターであるマギーに預けられていた。
島と怜子の孫で、ナンシー・アレンの甥。
ニャッコ（にゃっこ,Nyacco）
英語表記は「Nyacco」。本名はナンシー・アレン。1986年生まれ。島の隠し子で、奈美の異母妹にあたるが最期まで認知されず、互いに知らないままだった。耕作自身は認知する意向を持っていたが、母親の強い意向で認知しないこととなった。
母親は課長編で島がハツシバアメリカに出向していた時の愛人関係であるアイリーン・モーリイ。妊娠が発覚した時、アイリーンは島のほかにネグロイドのグラフィックデザイナー、ボブ・アレンとも関係しており、どちらが実父なのかは出産まで不明であった。出産時、島は本社勤務に戻るため日本への帰国が決まっており、帰国直前に電話で確認したところ、ボブから「肌の黒い男の子」（「ボブの子」の意）と告げられ安堵するも、そばにいたパメラから「私だったら嘘つくわよ」と言われる。誕生時、ボブは「肌の色がどうであれ俺たちの子供だ」と喜んだ。
10数年後、部長編で類稀なる才能を秘めた天才シンガーとして（偶然にも初芝系列のサンライトレコードに出向していた）島の前に現れる。サンライトレコードからデビューさせるべく島はアイリーンにコンタクトを取るが、「自分が父親であることを明かさない」という条件のもと、島に預けられることになった。その後、奈美のプロデュースによって「ニャッコ」の芸名で歌手として売り出される。日本人と白人の混血であるなどの理由から、ニャッコ本人の発想で右目には黒、左目は青のコンタクトを入れ、オッドアイの子猫と言うコンセプトで売り出すことになった。実際はオッドアイではない。発売した曲は大ヒットした。
その後はアメリカに帰国し、島奈美がマネジメントして芸能活動を続けるが、18歳ごろから人気に陰りが見え始め、酒や薬物に溺れるなど自堕落な生活を送り、妊娠や流産など男性関係でもゴシップを大衆紙に書かれたりした。奈美との関係も悪化し、奈美はマネジメントを離れる。日本でのデビューも「歌うことで実父が名乗り出てくれるかもしれない」という期待感が歌手活動の大きな精神的支柱となっていたが、数年経ってもその兆しが無いことで強く落胆する。
公私共に強く干渉してくる島やアイリーンの反応から、いつしか「実父は島ではないか」と考えるようになる。2006年12月、数年ぶりに再会した島に再度問いただすも島はアイリーンとの約束を守り真実を語らなかった。後日ナンシーの住むアパートに小型飛行機が突っ込み、片腕と両足を喪失する重傷を負う。集中治療室に駆けつけた島は「私がナンシーの父親だ」と告白、「Thank you DADDY」の言葉を残し死去。享年20。
サンライトレコードのライバルであったソラー系のレコード会社は、ニャッコのデビュー時に同様のイメージを持たせた「プシィ」という歌手をデビューさせたが、どちらもネーミングの意図は判然としない。
大町 久美子（おおまち くみこ） → 島 久美子（しま くみこ）
島の妻。1967年8月8日生まれ。吉原初太郎と大町愛子の間に生まれた娘。島が京都から本社へ戻されショールーム課長に就任した際、短大卒の新入社員として初登場（当時20歳）。島の部署に配属された。英語が堪能であり、初芝電産退社後も島のブレーンとして活躍した。
初登場時は竹綱博之と交際中であったが、島と運命的に出会い、恋に落ちる。島との愛人関係は長らく「結婚を前提としない真面目なお付き合い」としながらも「永遠の恋人」として結びついてきた。45歳の夏に癌の手術を受け、その後に島と結婚（社長編）。
セックスに関しては非常に大胆であり、これは少女時代に両親と木野穣の3Pを見てしまった体験が影響を与えている。自身も「色情狂」と評するほどで、島と竹綱にだけ打ち明けた。また、パンティストッキングをブラジャーの代わりにして胸を縛る描写がたびたびされている。15歳で中年男相手に初体験し、高校時代からスナックで働いて客の男相手にアブノーマルなセックスを繰り返していた。
島に恋に落ちるも、自身が「束縛されたくない」という意識があるため、島が他の女性と恋愛するのも気分を害していた。島自身も結婚が破綻したこともあり、自由な恋愛を好むものの久美子への「正式な意思表示」はかなりの年齢を経てからでないと行っていない。プロポーズを2回ほど島からされたがその都度断っている。他の男性とも交際するが島を忘れることができず、あまり長く交際が続かなかった。
前述のように社長編で、癌の発見を契機に島と結婚。結婚式は行わず婚姻届の提出後、子宮癌摘出手術のため入院。手術は無事成功し、島のマンションで生活を共にする。また久美子との結婚後、島のセックス描写は激減している。

### そのほか
馬島 典子（まじま のりこ）
初登場時は銀座のスナック「クレオパトラ」でホステスとして勤務していた。決まり文句は「私は銀座の女よ」。「馬場典子」との記載もあり。
大泉裕介のことを「裕介ちゃん」と呼び愛人関係を続ける一方、島にも好意を抱き体の関係を持っていた。のちに大泉の知るところとなるが、大泉との愛人関係は従前通り続いた。大泉から店を持たせる話を持ちかけられたが、島との関係が発覚し一度は頓挫するも、大泉が資金を出し銀座に「のんのん」を開店、ママとなる。その後は店を離れ、晩年にかけては「内縁の妻」として北鎌倉の別邸で同居し、大泉の最期も看取った。社葬では葬儀委員長の万亀に促され、「事実上の喪主」として先頭で位牌を手にした。
大泉の死後は北京に渡り、ホステス時代の後輩からスナック「鬼やんま」の権利を譲り受け新たなママとなり、その後は出発集団CEOの孫鋭と親密になるなど新たな人脈を築いている。
職業柄各界の要人と広くつながり、それゆえに島の窮地を救うことも多かった。大泉を追い落とすべく、スパイとして送り込まれた苫米地派の松本常務を、逆に色仕掛けで虜にして骨抜きにした（その後、松本が典子を思うあまりうつ病を発症したため、松本の妻に連絡を取り、九州へ連れ帰らせた）こともあり、後にそれが島のクビ騒動を端緒とした大泉のクーデターによる社長交代劇で、大いに貢献することになる。
性格は大らかであけっぴろげなところもあり、下ネタもまったく躊躇しない。自身を「他情多恨」と評しているが、憎めない性格であり他者から恨みを買う描写は少ない。
島より同世代か年上との描写があったが、イブニング2018年13号の『学生島耕作 就活編』において、島の初体験相手である三沢淳子が新規開店した店へ応募してきた女性として「凄くいいと思うんだけれどまだ19歳！残念だけれど未成年は雇えないわ」と履歴書が出てくる。この時点（1970年）で島は初芝入社が決まっているため、島より3～4歳年下ということになる。
大町 愛子（おおまち あいこ）
島久美子の母。1946年生まれ。吉原初太郎の愛人。元芸者で、身請けされた。吉原の遺産として初芝電産の株を多数譲り受け（個人としては大泉笙子に次ぐ大株主）、悠々自適に暮らしている。久美子よりもさらに大胆な人物で、さまざまな思惑から島を誘惑したが、一度も体の関係には到っていない。
課長編で娘の久美子を社交界へデビューさせるべく島と別れさせ見合いをさせるが、結納の当日にキャンセルして島のもとへ戻った久美子をみて、関係を認めるようになる。
資産家として海外で豪遊するなどの描写がみられるほか、重要な場面ではたびたびキーパーソンとなってきた。課長編では島が苫米地社長からクビを宣告されたことを端緒にした大泉副社長によるクーデター計画のキーパーソンとして、外遊中のバリ島から島の説得で帰国。専務編では初芝の株を一部売却し五洋電機の株を購入したことで、海外滞在中にソムサンから持ち株を狙われるが、島から依頼を受けた木暮の進言により日本へ連れ戻すことに成功する。
島の社長退任に伴う株主総会出席のため帰国。島のために、メルセデスのスポーツカータイプをプレゼントした。
大泉 笙子（おおいずみ しょうこ）
大泉の妻。吉原初太郎の娘で、島久美子の異母姉。初芝電産の個人筆頭株主でもあるため、夫の裕介も頭が上がらなかった。
非常に気が強く、かなりの高齢にもかかわらず大町愛子と人前で全裸になりスポーツクラブのプールで水泳対決をしたほど。この時に、愛子を庇って「ここには居ない」と嘘をついた島に立腹し、夫の大泉に頼み、フィリピンに転勤させた（大泉も「俺も婿養子だから女房には逆らえない。分かってくれ」と、島にボヤいた）。
夫・裕介の浮気には気づいていたが、事実上黙認していた。取締役編で死去。臨終間際には裕介に対し「ありがとう」と言ったとされている。子供はいなかった。
鈴鴨 かつ子（すずかも かつこ）
島が京都に赴任していたときに体の関係であった女性（その当時の部下の実姉）、松本の元愛人。元芸妓だったが、引退後祇園で小料理屋を営んでいたときに島と知り合った。初芝が寄贈する「京都フェスティバルホール」の緞帳を島が手がけていた際、手描き友禅の大家である松本瑞鶴に依頼するも断られたが、松本に自らの身体を差し出して承諾を取る。しかし、皮肉にもこの実績が社内で評価され、島が本社に戻ることとなり別れた。
その後は松本の愛人となるが、死後に上京し部長編で島と再会する。島は後にこの一件を自己の実績として職務経歴に組み入れている。
その後は島との関係をしばらく続けていたが、島に結婚の意志はなく、雇用していた高市千鶴の実家「高市組」若頭の兄の板前・辺見からの告白もあって惹かれるようになり、取締役編序盤で辺見と結婚することを島に告げた。
片桐 久子（かたぎり ひさこ）
初登場は部長編第2巻で、新宿ゴールデン街のスナック「CHACO」のママだった。通称は「チャコママ」、または「女狐」。
課長編で島が中沢の社長就任を説得した際に訪れた店で、当時は母親が経営する一杯飲み屋だった。母の死後に店を引き継ぎ、名前はそのままにワインバーにリニューアルした。
若い頃にロンドンへ渡り、そこで知り合ったワイン評論家のロバート・ベイカーと恋仲になる。ワインの知識もそのときに習得し、日本に戻ってきた。島にも好意を寄せ、取締役編で体の関係へ発展した。島が初芝電産貿易に出向した後は中沢相談役と愛人関係になるが、中沢の死後に新宿の店を閉め再びロンドンに渡り、島が買い付けたワインをロバートに紹介するなど協力する。
帰国後、島が福岡へ左遷されると高市千鶴と共同で福岡にワインバー「トンコ」をオープン。福岡で生活する島とその仲間たちで繁盛した。高市の結婚式では、島とともに仲人を引き受けた。
取締役編では島を追うように上海へ渡り、かつての恋人であったロバートとワインバー「ビクセン」を開く。しかし現地の経営パートナーである中国人は裏社会ともつながっており、ロバートとともに麻薬を始めてしまう。異変をいち早く察知した島の計らいで入院して治療を受け麻薬中毒から抜け出し「ビクセン」の経営も撤退、ロバートからロンドンに保管してあるワインを譲り受ける。しかしロバートは完全な麻薬中毒者となり、退院後に自宅マンションで襲われるところを島と国分に助けられる。ロバートは上海の路上でマフィアに射殺された。
高市 千鶴(たかいち ちづる）→ 三郎丸 千鶴（さぶろうまる ちづる）
三郎丸の妻。1973年6月6日生まれ。初芝電産貿易の秘書として初登場、その後サンライトレコードに異動し島を支えた。通称「白豚」。
父は高市組の組長であり男手ひとつで育てられた「極道の娘」。当初後継ぎにしようと考えていた父により、16歳のときに刺青を背中に彫られた。しかし、自らは極道の道を望まずカタギの道を選び、極道の娘であることを隠しながら就職した。ニャッコ（ナンシー・アレン）の来日時は日本語の家庭教師役を引き受けていた。
登場当初は島に好意を寄せ、何度もベッドインをもくろむがすべて未遂に終わる。その後は島が行きつけにしていた割烹料理店の板前・辺見に思いを寄せるが失恋、島のあとを追って福岡に引っ越した。福岡ではチャコママと共同で「トンコ」を経営する（前述）。そこで島の取引先でもある家電量販店「丸石電器」社長の三郎丸庄一と恋仲になり、父親の反対を押し切って結婚に到った（最終的には父親も結婚を認め祝福した）。結婚後は社長夫人として、不正経理を暴いたりもした。
島の秘書として働いていたことから情報管理がしやすい立場にあったため、島の女性関係やニャッコの生い立ち、ニャッコと島の関係についてもある程度突き止めていたが黙認している。
部長編においては島の救世主的存在で、「カタギではあるが極道の娘」という絶妙な立場で極道とのコネクションを駆使し数々の問題を解決するが、手法が荒いためそのたびに島から叱責された。
八ッ橋 新子（やつはし しんこ）
島がサンライトレコード専務として出向時に担当した演歌歌手。兵庫県出身。年増の女性としては珍しく島と体の関係を持ち、その相性の良さは島に「感動しました」と言わしめたほど。
島と出会った当時は「落ち目の元大物演歌歌手」だったが、起死回生を狙って三枚目路線に転向、1999年11月に発売した新曲の『東京タワータンゴ』が大ヒットして復活したものの、出場が決定した紅白歌合戦に向けてレッスンを続けるさなかに癌が発見される。既に全身に転移しており手術も焼け石に水の状態であったため、周囲が真実を隠そうとするなか島に直接問いただし、告知を受ける。
「最期に大輪の花を咲かせたい」との強い意志から入院せず、痛み止めなどの薬を飲みながら紅白に向けて活動を再開するも体調は次第に悪化。大晦日には日本CD大賞を最後まで争い、紅白歌合戦でもトリを務めるなどハードなスケジュールをこなしていたが、紅白の後に東京タワーで行ったカウントダウンイベントの最中に大量吐血し病院に搬送。一時は病状が落ち着くものの、所属事務所の社長がCD大賞の選考委員に癌であることを公表し大賞受賞を画策していたことを知り、激高したことが引き金で再び吐血し、2000年1月3日に死去。享年50。
パメラ
初登場は課長編。島が出張先のラスベガスで出会った美人シューター。ファーストネームはフランクリン。
気に入った島を勝たせようとして、島を見るか見ないかの合図で赤・黒を分けてシュートしていた。その後、島にサインを送っていたのがバレてカジノをクビになるが、島が偶然入った店でシューターをしており阿吽の呼吸で店から大量の金を島に獲らせた。その金でサン・フランシスコに行き子供と再会しようとするが、夫が新しい家庭を築いていたことを知り、島にどこか他へいくよう催促する。そして橋で島と別れる。
セックスの際に「これは夢だ」と島に思わせた女性は、全シリーズを通じてパメラのみ。
専務編ではハツシバアメリカ社長の秘書として再登場し（このときは45歳になっていた）、再び島と体の関係を持っている。元シューターであったことから勘が鋭く、自身の事以外は全て勘で読める能力の持ち主。交際していたピアニストが重度の麻薬中毒者で、何度もやめさせようとしたが上手くいかなかった。このピアニストはチャイニーズマフィアの手により監禁されるが、島らの手で一度は助けられたものの再び足がつき、結局殺された。その後、パメラは再び旅に出た。
本作のストーリー構成上はあまり意味のないキャラだが、作者の友人がカジノでひどいめにあったと書かれている。
木暮 久作（こぐれ きゅうさく）
作者の先行作品『ハロー張りネズミ』からのスピンオフキャラクター。
島の大学時代からの旧友であり、探偵業を営んでいる。中央大学中退だが、2011年のヤングマガジン創刊30周年記念本『青春ヤンマガ』に収録された『ハロー張りネズミ』とのクロスオーバー短編『耕作meets久作』では、早稲田大学社会科学部を2年で中退したとされている。『ハロー張りネズミ』では最終的に1945年8月6日、広島生まれの設定に落ち着いたため、島より2歳年上ということになる。
島からは「グレさん」「グレちゃん」と呼ばれている。事務所の看板は当初「アーバンリサーチ」だったが、取締役編から「木暮探偵事務所」と変わっている。ただし、専務編でも「アーバンリサーチ」を名乗っている場面がある。
シリーズを通じて公私にわたり島をサポートする。高市千鶴と同様に何度も島の窮地を救っており、とりわけアンダーグラウンドな世界やアウトローな人種への調査はいつも彼を通して行われる。それゆえ危険な活動も多く、パリへ大町愛子を迎えに行った際には携帯電話に記録している情報を守ったことで階段から突き落とされ、一時意識不明の重体になったこともあった。
専務編以降はM&A絡みなど金融・株式関連の案件が増えたことから、友人で「週刊金融タイムズ」主幹の作田駿らと協力して仕事を行う描写も多くなったが、年齢設定の問題から、近年のシリーズでは登場回数が減っており、社外取締役編においてついに調査の実務を年若い部下である七瀬五郎（詳細は後述）に任せるようになった。
仕事の成功率は極めて高く、島のもとには概ね吉報が入ってくる。ただ、課長編でニューヨーク滞在中の島から妻・怜子の素行調査を依頼され、怜子に愛人がいたという事実をつかんだものの、友人としての思いから島に伝えることはできなかった。
麻雀の腕前は相当なもので、若い頃は横浜でヤクザとやって稼いでいた。島との出会いも雀荘で出会ったのがきっかけで、この時も麻雀で島を圧倒している。『耕作meets久作』では、大学時代の島の隣人で、1978年の新宿でヤクザ相手のイカサマ麻雀がバレたところを島に助けられ、再会した設定になっている。
七瀬 五郎（ななせ ごろう）
社外取締役編にて初登場する、小暮の部下である若い探偵。UEMATSUの社外取締役となった島が、同社の後継者問題に関する調査依頼を小暮に頼んだ際に小暮から紹介され、依頼を遂行した。なお、小暮によると彼の経歴は依頼より1年前に小暮の部下となり、それ以前は陸上自衛隊のエリート部隊である第一空挺団に10年ほど在籍していて、それだけに知力・体力・胆力いずれもピカイチとのこと。
三沢 淳子（みさわ じゅんこ）
島のペンフレンド。在日朝鮮人。福岡に住んでいるが、1963年の夏に家出して岩国に住む島に会いに来る。家出の理由は淳子の父が帰国事業で朝鮮へ帰ると言い出したため。家出の翌日、博多に帰る。博多駅にて東京の芸能プロダクションにスカウトされる。そのため、両親と兄2人は新潟から朝鮮に帰国するも、淳子は上京する。島が15歳のときのファーストキスの相手であり、18歳のときの初体験の相手である。その後も付かず離れずの関係が続いたが、次第にすれ違いが多くなり、別れている。
『学生島耕作 就活編』では、島の紹介で小石川涼子が経営する銀座のクラブに勤めた後、独立し、自分の店を持った。

## 初芝電産について
大正15年に創業。当初は町工場であったが「経営の神様」と呼ばれた創設者吉原のカリスマ性もあって、世界有数の家電メーカーへと成長する。本社は東京の丸の内地区にあり、湘南と熱海に研修所を設けている。

### 歴代社長及び会長
初芝電産の歴代社長には営業や経理出身者が多く、技術系出身者が少数である点が電機メーカーとして異例である。
第10代社長の松橋は、創業者の吉原を除けば唯一の技術畑（技術本部長経験者）出身者。苫米地（ヤング編では専務取締役営業本部長）・中沢は営業畑、岡林・勝木は経理畑（それぞれ経理本部長経験者）出身。大泉は元銀行員、万亀も元広報室長であり、郡山も入社当初こそステレオ事業部だったものの、海外勤務が長かったため、初芝電産は理系が主流とはみられていない。
なお、初芝電産社長ではないが島は広告・宣伝畑出身、五洋電機（統合時）社長の勝浦は技術畑出身である。国分は高専卒（理系）だが中国勤務が長かったので、郡山と同じように考えられる。
TECOT（初芝五洋ホールディングス）歴代社長
- 初代 島耕作（しま こうさく）

- 2代 国分圭太郎（こくぶん けいたろう）
- 3代 風花凛子（かざはな りんこ）
- 4代 四谷嵐子（よつや らんこ）
- 5代 鏡 晴美 　(かがみ はるみ)

TECOT（初芝五洋ホールディングス）歴代会長
- 初代 万亀健太郎（まんがめ けんたろう）
- 2代 島耕作（しま こうさく）

- 3代 国分圭太郎（こくぶん けいたろう）
- 4代 四谷嵐子（よつや らんこ）

初芝電産歴代社長
「#歴代の初芝・TECOT社長」を参照
初芝電産歴代会長
- 初代 吉原初太郎（よしはら はつたろう）
- 2代 木野穣（きの みのる）
- 3代 大泉裕介（おおいずみ ゆうすけ）
- 4代 万亀健太郎（まんがめ けんたろう）

五洋電機社長
- 2008年5月連載時 勝浦大喜（かつうら だいき）